# Autodromo Juan Manuel Fangio
De Autodromo Juan Manuel Fangio is een circuit gelegen in het Argentijnse Balcarce dat werd genoemd naar de Argentijnse Formule-1-coureur Juan Manuel Fangio.
Momenteel wordt op het circuit een race uit de Turismo Carretera beslecht. Tijdens de race van 2011 liet Argentijns coureur Guido Falaschi het leven bij een ongeluk tijdens de Turismo Carretera-race op het circuit.